# Vladař (Tepelská vrchovina)
Vladař (693 m n. m.) je mohutná stolová hora v okrese Karlovy Vary, která se nachází asi jeden kilometr severně od Vladořic a pět kilometrů východně od Žlutic. Hora je chráněna jako přírodní rezervace.

## Geologie a geomorfologie
Čedičová hora Vladař je výraznou dominantou kraje s charakteristickým plochým temenem a příkrými svahy vypínající se nad půvabnou říčkou Střelou. Nejvyšší bod plochého vrcholu dosahuje nadmořské výšky 693 metrů, převýšení nad údolím Střely činí přes 200 metrů. Vrcholovou plošinu tvoří příkrov středně zrnitého olivinického nefelinitu s vyrostlicemi olivínu do velikosti 5 mm. Přítomnost pyroklastik typických pro blízkost zdroje a také výrazná magnetometrická anomálie jsou pokládány za důkaz, že vrch Vladař není erozním reliktem delšího lávového proudu z Doupovských hor, nýbrž pozůstatkem samostatné sopky. Zvláštností vrcholu je malé rašelinné jezírko bez přítoku, které sloužilo jako cisterna na vodu v dobách prehistorického osídlení.
Z geomorfologického hlediska je Vladař součástí celku Tepelská vrchovina, podcelku Žlutická vrchovina, okrsku Vladařská vrchovina a podokrsku Vladořická vrchovina, v jejímž rámci je samostatnou geomorfologickou částí.

## Přírodní rezervace

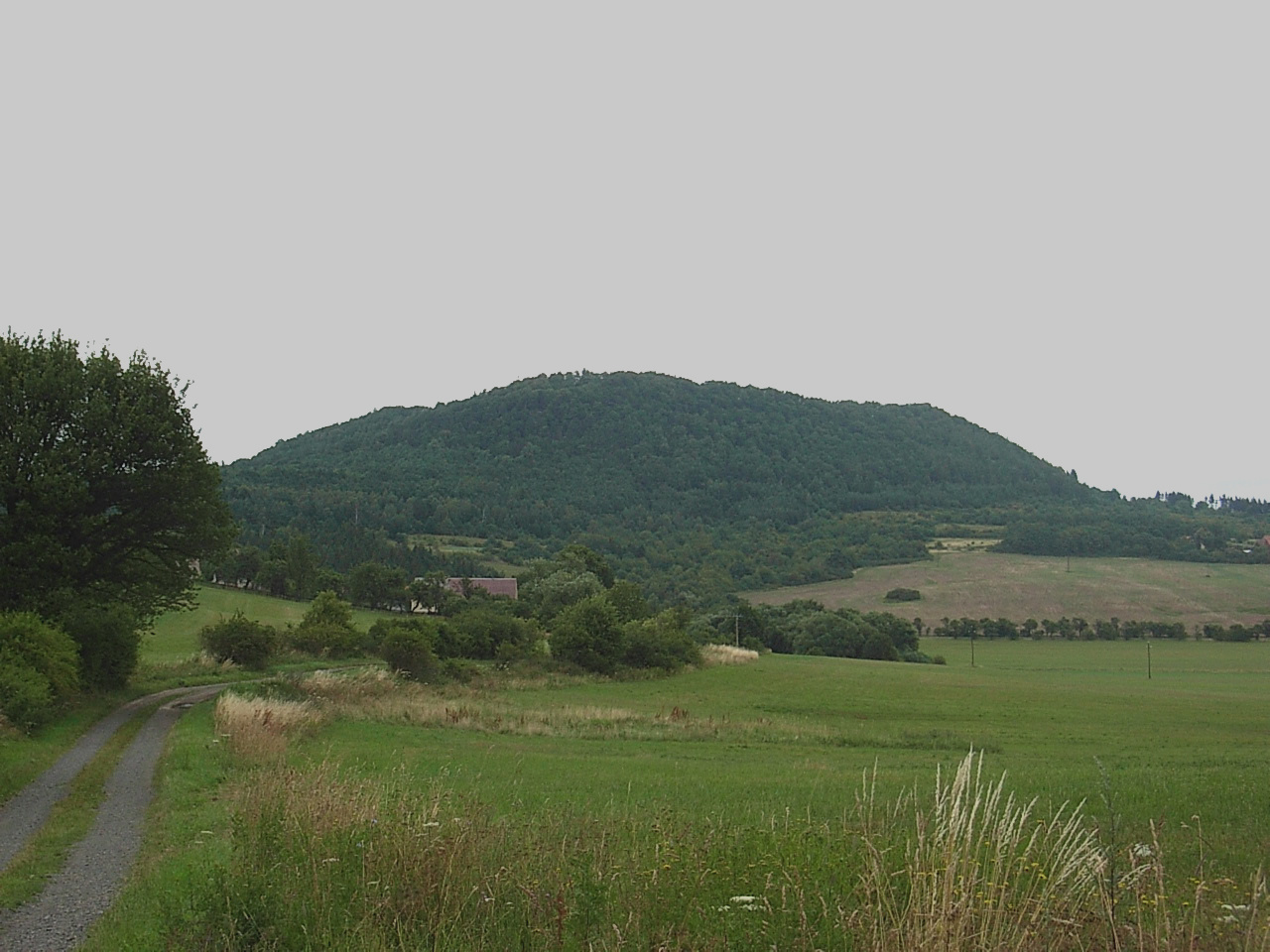
Jihozápadní pohled na Vladař

Vrcholové partie hory v katastrálním území Záhořice byly od roku 1969 chráněny jako přírodní rezervace Vladař na rozloze 11,71 ha. K dalším změnám došlo v souladu s nařízením Karlovarského kraje č. 5 ze dne 24. března 2014. Přírodní rezervace Vladař zaujímá nyní rozlohu 227,1 ha na katastrálních územích Vladořice a Záhořice, které jsou místními částmi města Žlutice. Součástí plánu péče o přírodní rezervaci Vladař na léta 2012–2021 je i začlenění tohoto území spolu s lokalitou Louky pod Vladařem mezi evropsky významné lokality v rámci soustavy Natura 2000.
Předmět ochrany představují teplomilné smíšené porosty - zbytek dubo-habrového háje s bohatým podrostem na čedičovém vrchu. Mezi zdejšími teplomilnými rostlinami lze nalézt např. hlaváč fialový (Scabiosa columbaria), lilii zlatohlávek (Lilium martagon), skalník celokrajný (Cotoneaster integerrimus), violku chlumní (Viola collina), pomněnku lesní (Myosotis sylvatica), tetluchu vznešenou (Aethusa cynapioides), jaterník podléšku (Hepatica nobilis), hrachor jarní (Lathyrus versus), kokořík mnohokvětý (Polygonatum multiflorum), vstavač bledý (Orchis pallens) a vstavač kukačku (Orchis morio). Na Vladaři roste i donedávna v ČR neznámá třezalka přítupá (Hypericum dubium). Pokud jde o živočichy, na území rezervace se vyskytuje ještěrka obecná (Lacerta agilis) a slepýš křehký (Anguis fragilis), z ptáků pak žluna šedá (Picus canus), žluna zelená (Picus viridis), pěnice vlašská (Sylvia nisoria) a rehek zahradní (Phoenicurus phoenicurus).

## Historie
Vrchol byl osídlen již v době bronzové a také Kelty. Na vrcholu se rozkládá keltské hradiště. Na podzim roku 1421 se zde Jan Žižka s husitským vojskem na severní straně hory úspěšně bránil v obklíčení panské přesile, obležení prolomil a ustoupil do Žatce. Tuto událost připomíná dodnes malý pomník.
Na úpatí hory byl učiněn roku 2007 významný nález. Ve vypuštěném rybníku byly nalezeny zbytky dřevěných konstrukcí ze starší doby železné, které pravděpodobně sloužily pro zpevnění terénu a zabránění sesuvů půdy. Pomocí dendrochronologie byly datovány do rozmezí let 777 až 390 před naším letopočtem. Dřevo neslo stopy opracování pomocí nebozezu a možná také pil.

## Přístup
Od železniční zastávky Záhořice na trati Rakovník – Bečov nad Teplou vede na vrchol Vladaře asi dva kilometry dlouhá červeně značená turistická cesta. Temenem hory prochází též naučná stezka Cesta za pověstí, která tvoří okruh ze Žlutic kolem vesnic Kobylé, Kolešov, Záhořice a hory Vladař.

## Galerie

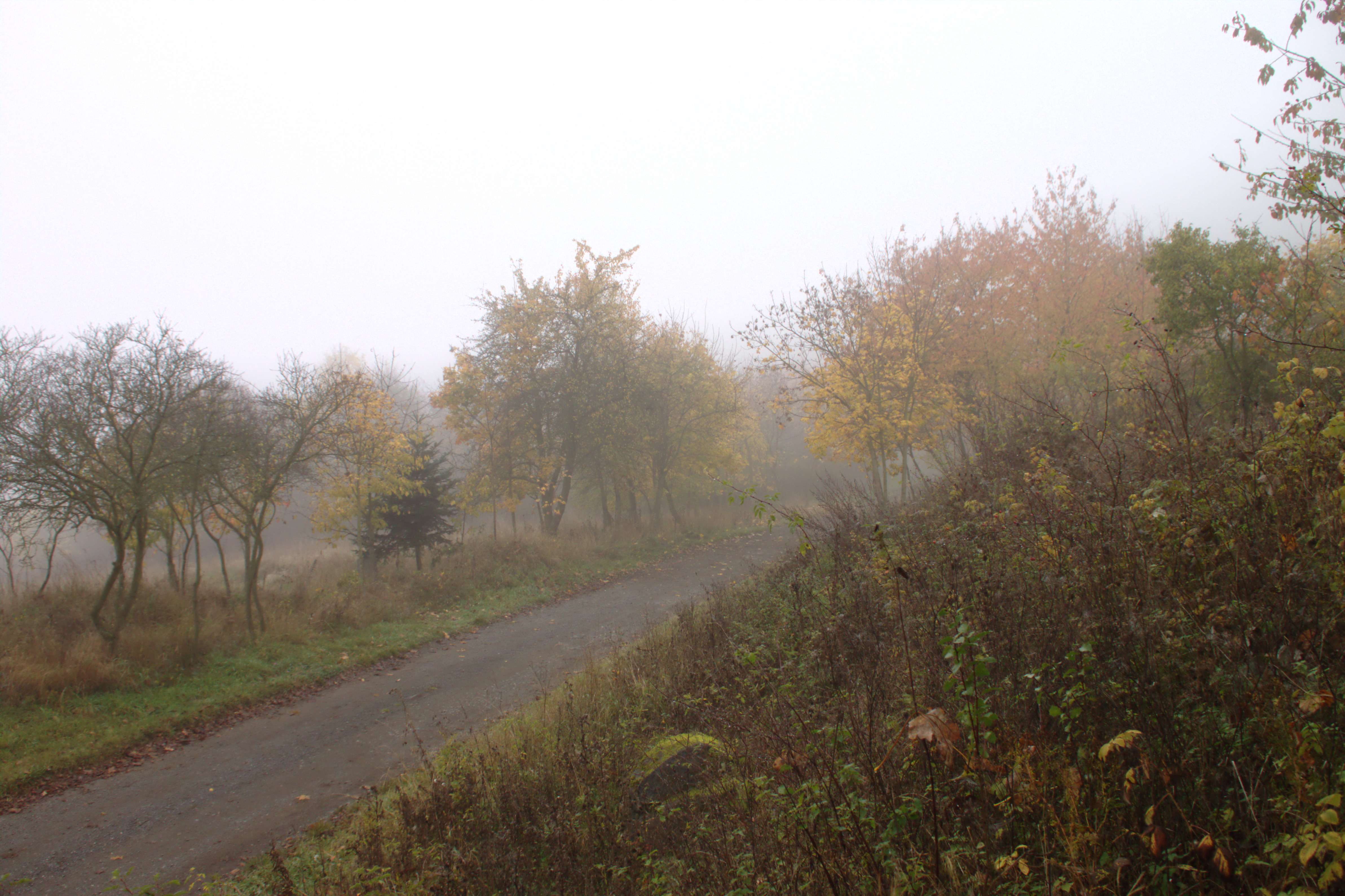
Cesta ze Záhořic k vrcholu Vladaře
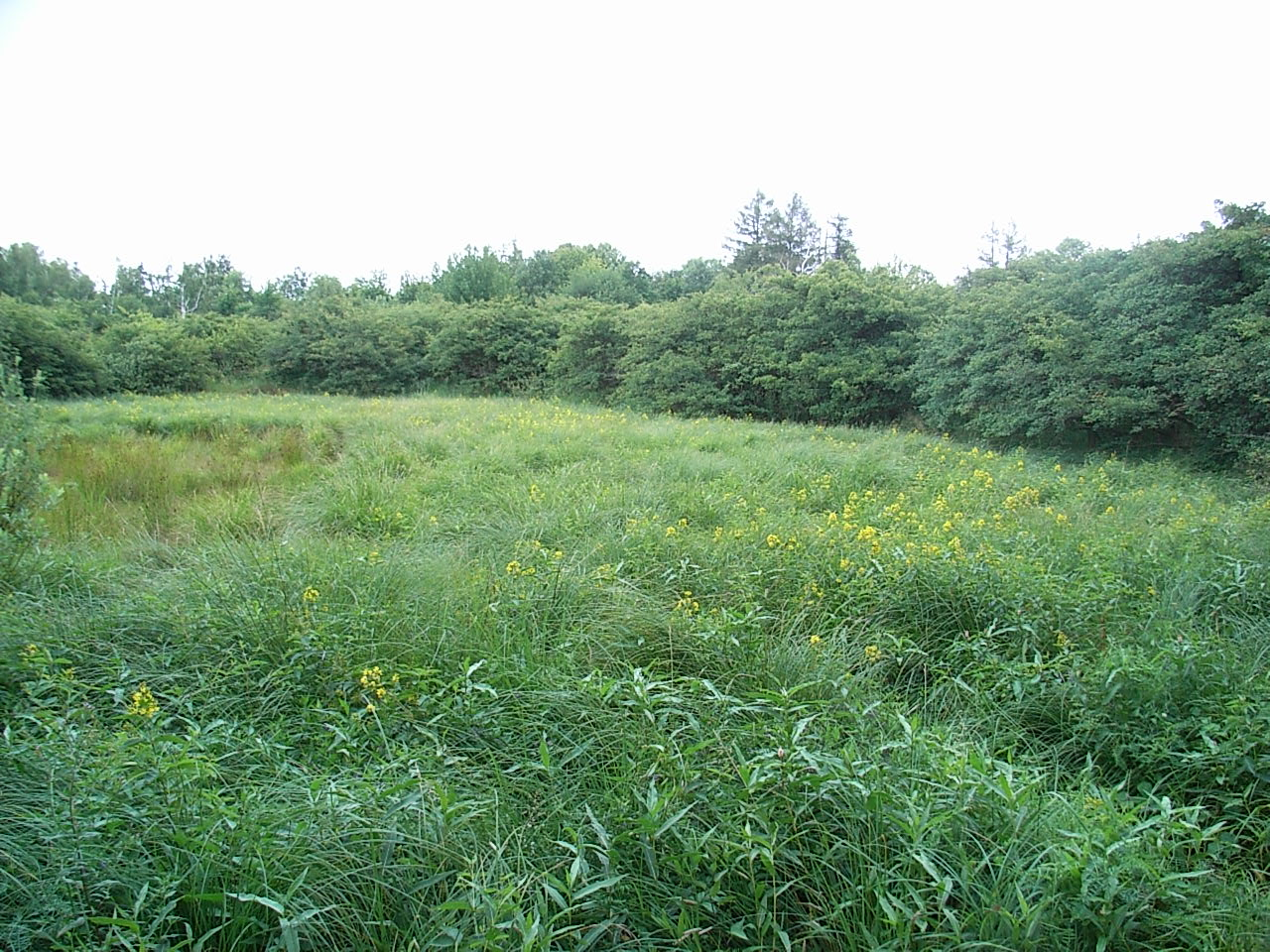
Vrcholová plošina Vladaře se zarůstajícím jezírkem
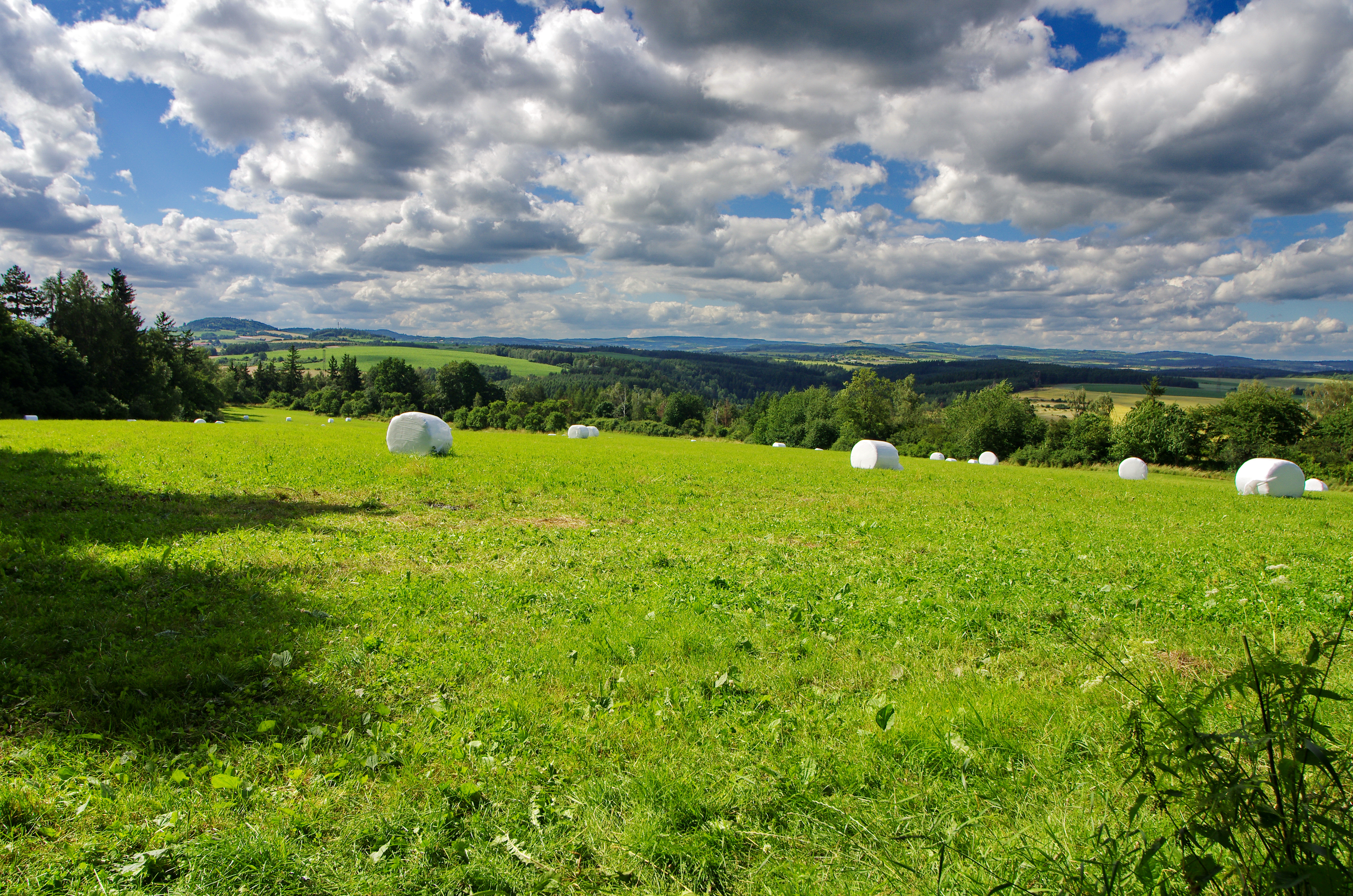
Pohled z Vladaře na Doupovské hory
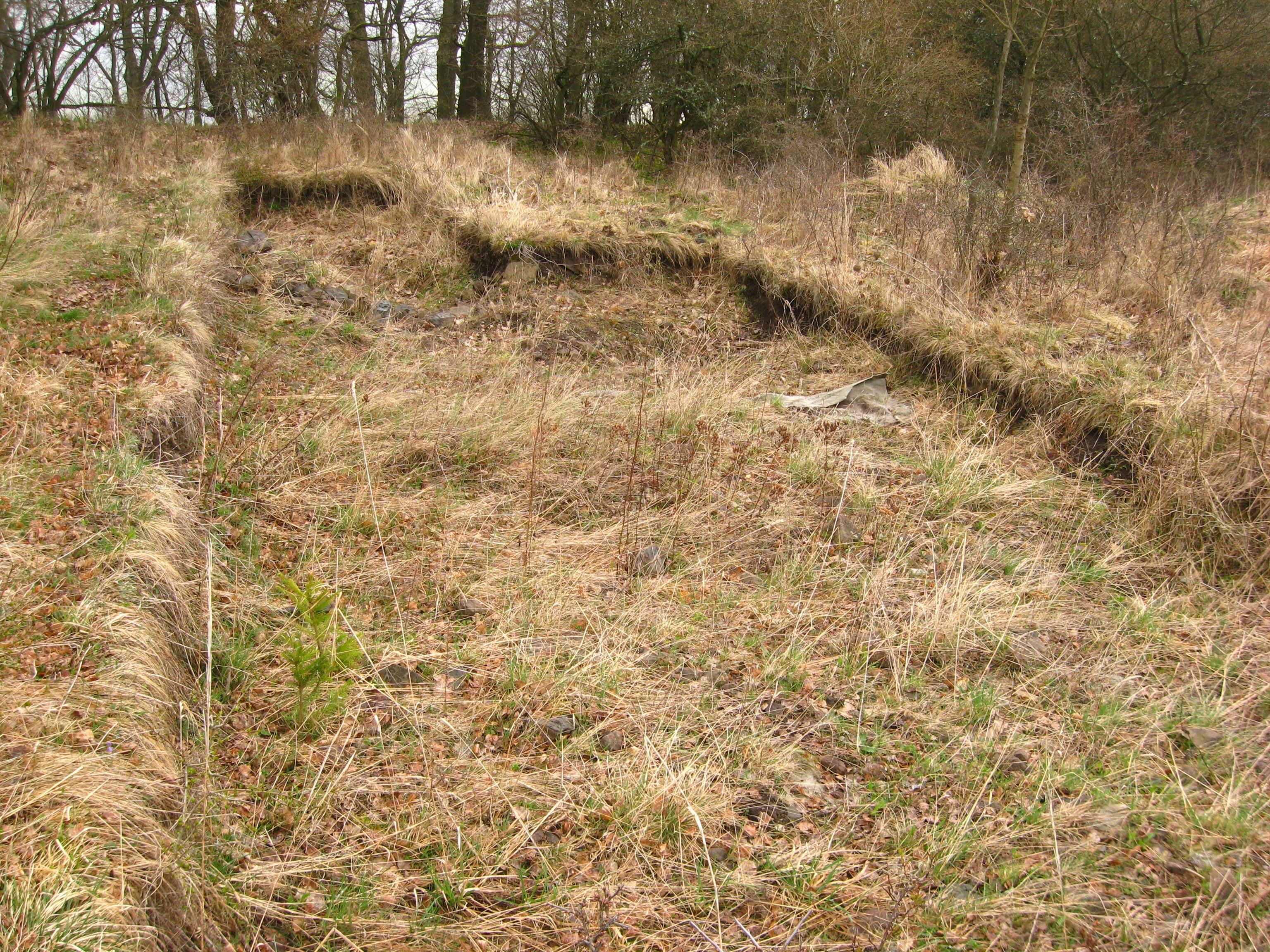
Pozůstatky výšinného opevněného sídliště
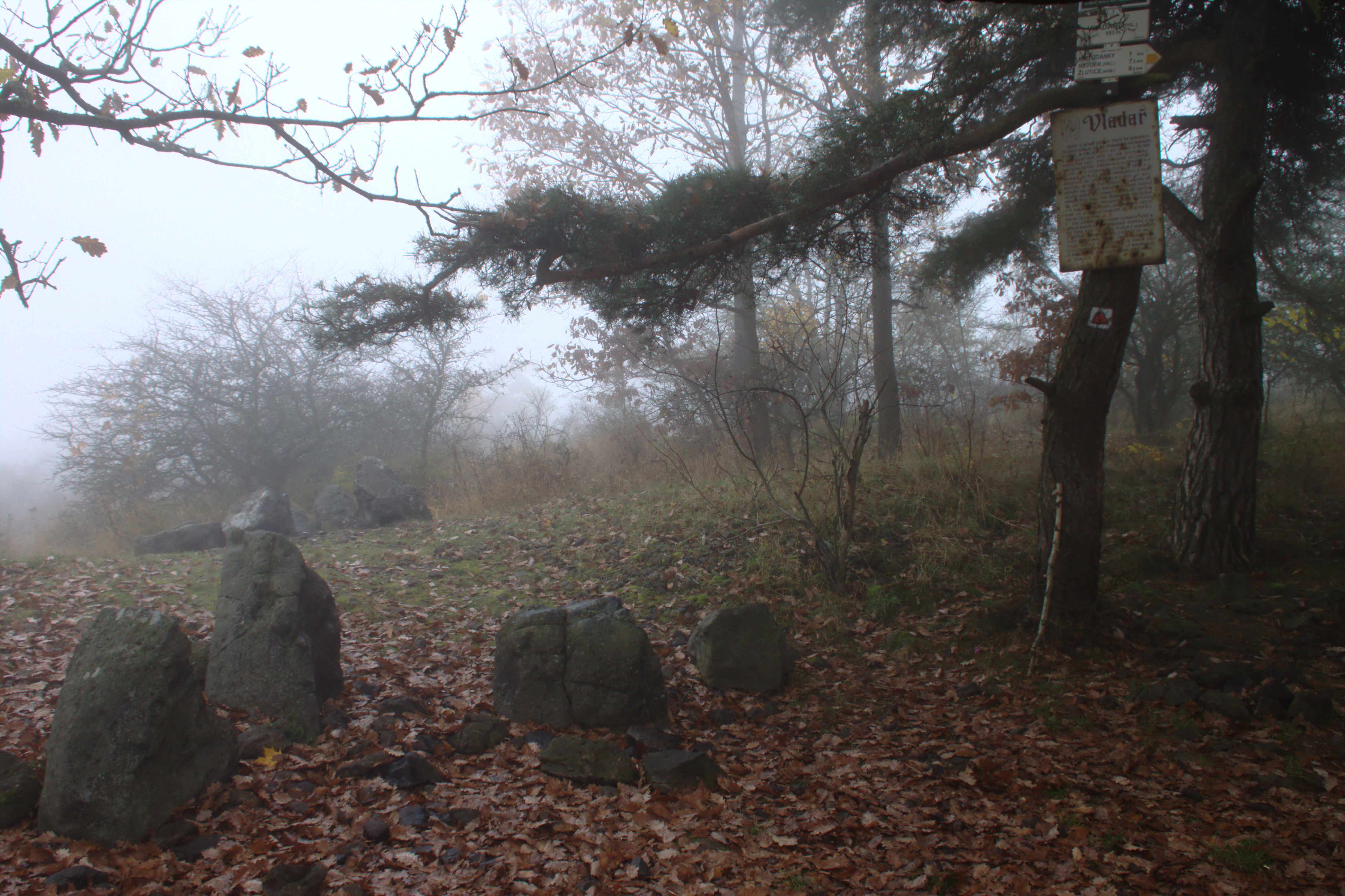
Na vrcholu Vladaře
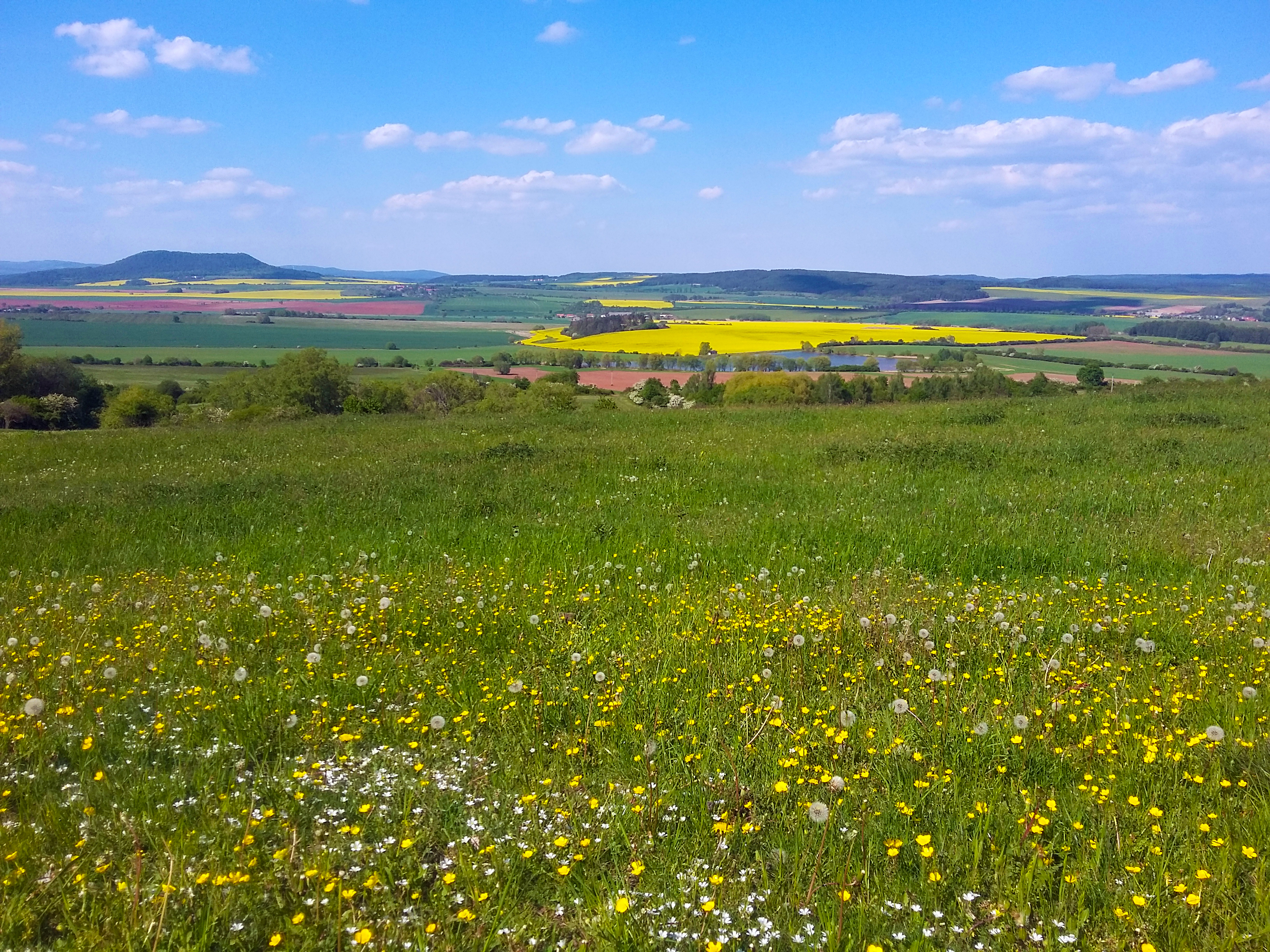
Vrch Vladař z obce Chlum, Pšov